# كارين ميرفي
كارين ميرفي (بالإنجليزية: Karen Murphy)‏ هي لاعبة بولينغ أسترالية، ولدت في 18 ديسمبر 1974 في Kiama, New South Wales ‏ في أستراليا.

## روابط خارجية
- كارين ميرفي على موقع اتحاد ألعاب الكومنولث (مؤرشف) (الإنجليزية)
- كارين ميرفي على موقع دورة ألعاب الكومنولث 2006 (مؤرشف) (الإنجليزية)